# Elio Monari
Elio Monari nome di battaglia "don Luigi" (Spilamberto, 25 ottobre 1913 – Firenze, 16 luglio 1944) è stato un presbitero e partigiano italiano, Medaglia d'oro al valor militare alla memoria.

## Biografia
Nato da famiglia contadina, viene ordinato sacerdote il 28 giugno 1936; successivamente insegna lettere nel Seminario Diocesano di Modena, dove è collega di don Abele Conigli, futuro vescovo di Sansepolcro e padre conciliare. Dopo l’8 settembre si impegna nella Resistenza, aiutando, con il collega don Mario Rocchi, i militari sbandati, ex prigionieri alleati, ebrei e patrioti che stavano per essere deportati in Germania. In questa sua opera trova aiuto anche da parte di Ermanno Gorrieri, il quale, nel 1943 era stato nominato rappresentante della Democrazia Cristiana, nel CLN.
Si trova a capo di una organizzazione con collegamenti che andavano dalla Svizzera a Roma, la quale riesce a portare in salvo diverse decine di persone. Fino a febbraio 1944 la sua attività non desta sospetti, ma l’attenzione della polizia fascista si sposta su di lui quando usa un suo abito talare per far evadere dall’ospedale di Modena un partigiano ferito. Il partigiano è un maestro, Alfeo Martini, il quale comunque il 30 settembre 1944 verrà catturato e dopo essere stato torturato, impiccato assieme ad altri partigiani.
Lasciata Modena si rifugia in montagna a Farneta di Montefiorino, qui diventa cappellano partigiano nella Brigata Italia con il nome di battaglia di “Don Luigi”. Il 5 luglio 1944, durante un rastrellamento e negli scontri conseguenti nella piazza principale di Piandelagotti, vede un uomo ferito, vicino ad una postazione partigiana. Don Elio esce allo scoperto per raggiungerlo e assisterlo. Mentre è chino su di lui viene catturato da due soldati tedeschi.
Trasportato da Pievepelago a Firenze nella famigerata “Villa Triste” e viene torturato per diversi giorni. Viene portato e giustiziato assieme ad altri partigiani alle Cascine, all’alba del 16 luglio. La data e le modalità dell'esecuzione rimangono ignote per quasi settant’anni. L’ultimo indizio noto: una tonaca, notata nelle immondizie da una donna che il 16 luglio era andata in via Bolognese, dove stanziavano i fascisti della Banda Carità. Dei corpi dei giustiziati si trova traccia solo 12 anni dopo e i resti vengono collocati in una cappella del cimitero di Rifredi.
Portano il nome di Don Elio Monari vie urbane a Modena, Spilamberto, Vignola, Castelnuovo Rangone, Fiumicino e una Unione sportiva a Modena.